# Clear Hills County
Das Clear Hills County ist einer der 63 „municipal districts“ in Alberta, Kanada. Der Verwaltungsbezirk liegt in der Region Nord-Alberta und gehört zur „Census Division 17“. Er wurde am 18. Dezember 1913 eingerichtet (incorporated als „Large Local Improvement Districts 859, 888, 889, 890, 891, 918, 919, 920, 921“) und sein Verwaltungssitz befindet sich in Worsley. Seit der Einrichtung entstand der heutige Bezirk durch mehrfache Zusammenlegung oder Teilung anderer Verwaltungseinheiten.
Der Verwaltungsbezirk ist für die kommunale Selbstverwaltung in den ländlichen Gebieten sowie den nicht rechtsfähigen Gemeinden, wie Dörfern und Weilern und ähnlichem, zuständig. Für die Verwaltung der Städte (City) und Kleinstädte (Town) in seinen Gebietsgrenzen ist er nicht zuständig.

## Lage
Der „Municipal District“ liegt im Nordwesten der kanadischen Provinz Alberta und grenzt nach Westen an die Provinz British Columbia. Über einen großen Teil des Bezirks erstrecken sich Clear Hills, eine rund 30.000 km² große Bergkette. Im Süden bildet teilweise der Peace River die Grenze des Bezirks. Durch den nördlichen Bereich windet sich der Notikewin River vom West nach Ost. Im Nordwesten liegt der Chinchaga Wildland Provincial Park, ein geschütztes Wildnisgebiet am Chinchaga River.
|                     | County of Northern Lights                   |                                     |
| British Columbia    | Kompassrose, die auf Nachbargemeinden zeigt | County of Northern Lights           |
| Saddle Hills County | Municipal District of Fairview No. 136      | Municipal District of Peace No. 135 |

## Bevölkerung
Der Bezirk ist größtenteils nur sehr dünn besiedelt, der Besiedlungsschwerpunkt liegt im südlichen Bereich und dort im Wesentlichen entlang des Alberta Highway 64.
| Jahr | Erhebung          | Einwohner | Änderung | Fläche (km²) | Bev.-dichte (EW/km²) |
| ---- | ----------------- | --------- | -------- | ------------ | -------------------- |
| 2016 | Volkszählung 2016 | 3023      | + 7,9 %  | 15.125,49    | 0,2                  |
| 2011 | Volkszählung 2011 | 2801      | + 3,2 %  | 15.115,03    | 0,2                  |

## Gemeinden und Ortschaften
Folgende Gemeinden liegen innerhalb der Grenzen des Verwaltungsbezirks:
- Stadt (City): keine
- Kleinstadt (Town): keine
- Dorf (Village): Hines Creek
- Weiler (Hamlet) u. ä.: Cleardale, Worsley

Außerdem bestehen noch weitere, noch kleinere Ansiedlungen wie beispielsweise Sommerdörfer.